# Champrepus
Champrepus é uma comuna francesa na região administrativa da Normandia, no departamento Mancha. Estende-se por uma área de 9,14 km². Em 2010 a comuna tinha 339 habitantes (densidade: 37,1 hab./km²).